# Tinobregmini
Los tinobregmini (Tinobregmini) son una tribu de hemípteros auquenorrincos de la familia Cicadellidae. Tiene los siguientes géneros.

## Géneros
- Chilelana - Corilidia - Stenolidia - Tantulidia - Tinobregmus[1]